# Metanotiol
Metanotiol ou metil mercaptano é o tiol mais simples, em que o grupo funcional -SH ligado a um radical metilo.